# 孙廷喜
孙廷喜（1956年11月—），河南巩义人。男，汉族。1974年9月参加工作，1985年5月加入中国共产党。武汉理工大学经济学院国际贸易学专业毕业，经济学硕士。

## 生平
曾任河南省税务局办公室主任，开封市税务局副局长、党委委员，安阳市税务局局长、党委书记等职务。1994年7月，任河南省地方税务局副局长。2005年5月，任河南省人民政府副秘书长。2006年2月，任河南省人民政府副秘书长(正厅级)。2011年6月，任河南省交通运输厅厅长、党组书记。2013年7月，任河南省发展和改革委员会主任、党组书记，河南省航空港经济综合实验区(中原经济区、省郑汴新区)建设领导小组办公室主任。
2014年12月4日，河南省第十二届人大常委会第十一次会议补选为第十二届全国人民代表大会代表。